# Estado Libre de Cundinamarca
El Estado Libre e Independiente de Cundinamarca fue un estado independiente sudamericano que existió entre los años 1811 y 1816 en el territorio que actualmente corresponde a los departamentos de Cundinamarca, Meta y Vichada en la actual Colombia, incluyendo la ciudad de Santafé de Bogotá, capital del Virreinato de Nueva Granada.

## Historia
Durante dicho año de 1810 los revolucionarios se reunieron en diversas juntas, proclamando así la independencia de España, aunque no en términos absolutos. Es más tarde, el 16 de julio de 1813, que la provincia neogranadina de Santafé de Bogotá declara su total independencia tanto de España como de Francia u otra potencia extranjera.
Es en dicha época que se crean dos grupos: los realistas (o colonialistas o chapetones), partidarios de la monarquía absolutista de España y del régimen colonial para América, y los patriotas (o independentistas o criollos), quienes eran partidarios de la independencia de las colonias americanas de la metrópoli española. Estos últimos se dividieron, a su vez, en centralistas (liderados por Antonio Nariño) y federalistas (liderados por Camilo Torres).
La mayoría de las provincias de la Nueva Granada abogaban por un régimen federal, similar al de los Estados Unidos. Es así que el 27 de noviembre de 1811 se constituye la Federación de las Provincias Unidas de la Nueva Granada, participando en el acto fundacional Antioquia, Cartagena, Pamplona, Neiva y Tunja. Debido al carácter centralista de la constitución de Cundinamarca, los federalistas eran recelosos de la unión de este Estado a las Federación.
Durante 1811 Cundinamarca se anexionó la provincia de Mariquita y partes de la provincia de Neiva, lo cual produjo que las relaciones entre Cundinamarca y el resto de las provincias neogranadinas se pusieron tensas. El 18 de mayo de 1812 se firmó un tratado de paz con las Provincias Unidas. Este tratado reconocía las anexiones de Cundinamarca y establecía una futura capital federal sin jurisdicción de ninguno de los estados, condiciones que hicieron que Cundinamarca ingresara en la Federación. El 8 de octubre de 1812 el gobierno federal le ordenó a Nariño ajustar la legislación del Estado al pacto federal a lo cual Nariño se negó, lo que provoca que finalmente ambos bandos se enfrentaran en una guerra civil entre Centralistas y Federalistas, que se llevó a cabo entre 1812 y 1813.

## Cronología
- 20 de julio de 1810: El Florero de Llorente, Junta Suprema de Gobierno. Se convoca un Congreso Constituyente.
- 20 de diciembre de 1810: El Congreso Constituyente fracasa por falta de representación.
- 4 de abril de 1811: Un Colegio Constituyente convocado por la Junta Suprema dicta una Constitución que consagra a Cundinamarca como Estado independiente (pero salvaguardando los derechos del Rey). Jorge Tadeo Lozano, primer presidente.
- 28 de mayo de 1811: se celebra con la Junta Suprema de Caracas el primer tratado entre dos estados en Latinoamérica, hecho por Jorge Tadeo Lozano y José Cortés de Madariaga
- 19 de septiembre de 1811: Dimite Tadeo Lozano, asume Antonio Nariño. Gobierno centralista; ejecutivo fuerte.
- 27 de noviembre de 1811: Las provincias de Cartagena, Antioquia, Tunja, Neiva y Pamplona firman el Acta de la Federación de las Provincias Unidas. Presidencia de Camilo Torres Tenorio. Organización política inspirada en el federalismo norteamericano.
- 4 de octubre de 1812: El Congreso de las Provincias Unidas, reunido en la Villa de Leyva, le declara la guerra a Nariño, acusándolo de dictador.
- 2 de diciembre de 1812: Derrota de los centralistas en Ventaquemada, los federalistas avanzan hasta Santafé, pero son derrotados por Nariño el 9 de enero de 1813 en San Victorino. Se acuerda la paz.
- 19 de julio de 1813: El Colegio Electoral de Cundinamarca declara la Independencia Absoluta.
- Nariño renuncia a la presidencia y se hace nombrar Teniente General de las fuerzas de Cundinamarca y las Provincias Unidas, para responder a la arremetida de los realistas en el sur. Al encaminarse hacia Pasto es capturado por los realistas y conducido a una cárcel española de donde no saldrá hasta 1820.
- El Congreso de las Provincias Unidas, al conocer la suerte de Nariño, decide tomar Santafé por la fuerza.
- 10 de diciembre de 1814: Bolívar captura Santafé, Cundinamarca pasa integrar las Provincias Unidas.